# Raymond Carver
Raymond Clevie Carver Jr. (Clatskanie, 25 maggio 1938 – Port Angeles, 2 agosto 1988) è stato uno scrittore, poeta e saggista statunitense.

## Biografia
Nato a Clatskanie, Oregon, e cresciuto a Yakima (300 km più ad est nello stato di Washington), di famiglia umile (la madre Ella Beatrice Casey era una cameriera e il padre, Raymond Clevie Carver Sr., affilatore della segheria Wauna), fin dalla giovane età Carver si barcamenò tra le più disparate occupazioni, coltivando al tempo stesso una grande passione per la lettura e la scrittura.

### Infanzia e fanciullezza
I primi tre anni di vita Carver li passò nella piccola cittadina di Clatskanie. Fu dopo lo scoppio della guerra che la sua famiglia, i cui disagi economici erano aumentati, decise di trasferirsi a Yakima. E qui Carver trascorse i suoi anni di formazione. Di Yakima, dove nacque nel 1943 anche James, unico fratello di Raymond, possediamo una lunga e vivida descrizione in una lettera del 13 dicembre 1987 a Bob Adelman, l'amico fotografo autore del volume, uscito dopo la morte dello scrittore, Carver Country. Il mondo di Raymond Carver:
E ancora, nel breve saggio sempre inserito in quel volume:
Numerose le letture in quei primi anni di formazione, tra cui quella entusiastica dei libri di Edgar Rice Burroughs, il creatore del personaggio di Tarzan: Carver lo dichiarerà, dopo la pubblicazione di Vuoi star zitta per favore?, nella prima intervista che gli venne richiesta.

### L'incontro con Maryann Burk e il matrimonio
Nel giugno del 1955 Carver conosce Maryann Burk, non ancora quindicenne. Terminati gli studi presso la Yakima High School, Carver si sposta a Chester, piccola cittadina della California settentrionale nella Contea di Plumas, per raggiungere il padre che vi si è trasferito dopo essersi licenziato dalla segheria di Yakima. A Chester Carver inizia a lavorare con il padre, che in quel periodo è molto dimagrito e accusa forti disturbi nervosi; ma nel novembre del 1956, non sopportando i turni troppo pesanti della segheria e il lavoro a stretto contatto col padre, ritorna a Yakima dove trova lavoro come fattorino in una farmacia.
Il 7 giugno del 1957, Raymond sposa Maryann, già incinta: lui ha diciannove anni da poco compiuti, lei diciassette. Il 2 dicembre nasce la piccola Christine Rae nello stesso ospedale dove il nonno venne ricoverato nel reparto di psichiatria.

### L'università, i corsi dicreative writinge le prime pubblicazioni
Raymond vorrebbe fare lo scrittore senza ulteriori studi, ma la giovane moglie lo incita a raggiungere un livello di istruzione superiore e così egli si iscrive dapprima ai due anni propedeutici all'università di Walla Walla, nello stato di Washington, e più tardi al "Palmer Institute of Writing", una scuola di scrittura per corrispondenza.
Nel 1958 nasce intanto il secondo figlio, Vance Lindsay, e Maryann convince Raymond a frequentare al Chico State College i corsi di letteratura e scrittura creativa sotto la guida dello scrittore John Gardner. Nell'ottobre di quell'anno una lettera del ventenne Carver, in cui si lamenta la piattezza dell'ambiente studentesco, esce col titolo Where Is Intellect? sulla rivista del college Wildcat: è, materialmente, la sua prima pubblicazione.
All'inizio del 1959 Carver si trasferisce con la sua famiglia a Chico, dove Gardner diverrà suo maestro e mentore: grazie a lui Carver per la prima volta poteva entrare a contatto con l'ambiente intellettuale, leggere libri della letteratura mondiale dei quali veniva solo allora a conoscenza. In questo modo Carver riuscì ad allargare le proprie prospettive di scrittore, fino a quel momento costruite esclusivamente sul suo mondo esistenziale e su qualche lettura di Hemingway. John Gardner sarà senza dubbio, insieme a Gordon Lish, l'uomo che influirà maggiormente su Raymond Carver scrittore.
Nel 1960 viene affidata a Carver la cura del numero primaverile di Selection, la rivista letteraria dell'università. E nell'inverno successivo uscirà sul secondo numero della rivista il suo racconto Furious Seasons (Stagioni Furiose), scritto in uno stile derivato da William Faulkner.
Nonostante questi primi risultati ottenuti in campo letterario e la stima di Gardner, le opportunità di lavoro e quindi di guadagno per poter mantenere la famiglia continuano a rivelarsi insufficienti e così, nel 1961, Carver decide di lasciare Chico. Dapprima si trasferisce a Eureka, dove trova lavoro nella segheria Georgia-Pacific, e poi nella contea di Humboldt ad Arcata, dove si iscrive ai corsi del professor Richard Cortez Day e contemporaneamente trova lavoro presso una ditta di lavorazione del legname. La Humboldt State University faceva capo alla California State University.
Nel 1961 appare sulla rivista letteraria del college, Toyon, un suo nuovo racconto intitolato Il padre. E l'11 maggio del 1962 viene rappresentata nel teatro dell'università la sua prima - e unica - commedia Carnations: i riscontri sono negativi. Nello stesso anno la Western Humanities Review pubblica un suo racconto dal titolo Pastorale (che diventerà in seguito La baita) e la rivista Target una sua poesia: L'anello di ottone. Carver ottiene come pagamento del racconto due copie della rivista e per la poesia il suo primo assegno come scrittore, della modica cifra di un dollaro che, ugualmente, lo fa felice.
Nel febbraio del 1963 Carver consegue la laurea di primo livello e gli viene affidato l'incarico di redattore della rivista  Toyon, sulla quale pubblicherà qualche altro testo, sia a proprio nome che sotto pseudonimo.

### Difficoltà e progressi
Tra il 1963 e il 1964, Carver ha la possibilità di frequentare un seminario piuttosto quotato di scrittura creativa, lo Iowa Writers' Workshop. Ma nonostante il convinto sostegno della moglie egli fatica ad adattarsi alla situazione, non ottiene i risultati richiesti e infine rinuncia. Carver sembra proprio non poter uscire da quella categoria dei working poor alla quale peraltro egli sente di appartenere, come ironicamente dirà, di diritto.
Spostatosi a Sacramento, trova lavoro per un po' in una libreria e poi come custode presso il San Juan Mercy Hospital, dapprima di giorno e in seguito di notte: e questo gli consente di scrivere per ore lontano dalla confusione prodotta dai figli che con la loro presenza, come sosterrà nel suo saggio Fires (Fuochi), lo condizionano sensibilmente:
A Sacramento Carver rimarrà fino al 1967, quando tornerà brevemente a Iowa City per frequentarvi, senza risultato, un master per bibliotecario.
È poco dopo la morte del padre, avvenuta il 17 giugno 1967, che Carver ottiene un impiego presso una casa editrice di testi scientifici collegata alla IBM, la Science Research Associates di Palo Alto: vi lavorerà sia come redattore che come addetto alla pubblicità. Trasferitosi a Palo Alto nell'agosto, Carver vi conosce Gordon Lish, allora editor della rivista Esquire, che diventerà il suo editor negli anni futuri. Un'altra conoscenza fatta in questo periodo è quella con il poeta Dennis Schmitz, che aiuta Carver a preparare la sua prima raccolta di poesie (Near Klamath, 1968). Inoltre, nell'antologia The Best American Short Stories curata per il 1967 da Marta Foley, viene inserito il racconto Vuoi star zitta, per favore?.
Maryann, che per aiutare Raymond ha rallentato i propri studi universitari, nel 1968 ottiene una borsa di studio per l'estero e Raymond, preso un congedo dalla casa editrice, la segue a Tel Aviv, in Israele, con i figli. Ma dopo quattro mesi, preso dall'irrequietezza, torna da solo negli USA dove trascorre parte dell'inverno presso dei parenti a Hollywood, scrivendo e lavorando precariamente come venditore di programmi teatrali. Nel 1969 viene riassunto dalla Science Research Associates, ma presto si fa licenziare e vive per tutto l'anno successivo scrivendo a tempo pieno, grazie alla liquidazione e ad un sussidio di disoccupazione. Near Klamath (il suo primo volume di poesie, pubblicato da una sigla legata all'università di Sacramento) fa intanto assegnare a Carver il Discovery Award per la poesia.
Nel 1970 Carver si sposta con la famiglia a Sunnydale, sempre in California. Il suo racconto Ventiquattro ettari viene incluso nell'antologia letteraria The Best Little Magazine Fiction 1970 e una vera casa editrice, la Kajal Press, pubblica la sua seconda raccolta di poesie dal titolo Winter Insomnia.
Comincia a formarsi la sua notorietà. Nel 1971 riceve dalla San Francisco Foundation una speciale menzione e Gordon Lish accetta di pubblicare su Esquire un suo racconto dal titolo I vicini, poi semplificato in Vicini. Carver ottiene anche, per l'anno accademico 1971-1972, l'incarico di insegnare scrittura creativa all'Università di California a Santa Cruz. Perciò si trasferisce con la famiglia a Ben Lomond. Nel mese di settembre appare su Harper's Bazar il racconto Fat, mentre Night Out viene pubblicato sul The Best Little Magazine Fiction 1971. Sono però soprattutto le riviste universitarie, qua e là negli Stati Uniti, a presentare in prima pubblicazione molti dei racconti di Carver.
Nel 1972 lo scrittore riceve una borsa di studio, la Wallace E. Stegner Fellowship dell'Università di Stanford; nello stesso tempo viene nominato "visiting lecturer" per la narrativa dall'Università di Berkeley. A luglio riesce così ad acquistare casa a Cupertino, un'altra città californiana.
Nel 1973 apparvero sulla rivista Voices in American Poetry cinque sue poesie e nell'antologia del Prize Stories, che raccoglieva i racconti migliori dell'anno premiati con l'O. Henry Short Story Prize, venne inserito il racconto E questo cos'è? che prenderà in seguito il titolo de I chilometri sono effettivi?. Carver avrebbe vinto tale premio ben cinque volte.
Richiesto, stavolta, come "visiting lecturer" anche dall'Iowa Writers' Workshop a Iowa City, Carver trascorse senza la famiglia un periodo alla Iowa House, residenza universitaria in cui si ritrovò insieme a John Cheever: ma stando alla sua testimonianza, più che all'insegnamento loro due si dedicarono al bere. Fu infatti in questo periodo della sua vita che per Carver incominciò l'alcolismo.
Per l'anno accademico 1974-1975 egli ottenne peraltro un incarico presso l'Università di California a Santa Barbara, diventando anche redattore della rivista del campus Spectrum. E nel 1974 ricevette il secondo O. Henry Short Story Prize per il racconto Put Yourself in My Shoes (Provi a mettersi nei miei panni) che, pubblicato dalla Capra Press di Santa Barbara, venne inserito in Prize Stories del 1974.

### Ancora difficoltà
Nonostante i successi e gli incarichi ricevuti, l'economia familiare rimaneva piuttosto precaria e spesso Carver doveva appoggiarsi ai sussidi di disoccupazione o a lavori occasionali. Nel 1974 si manifestarono d'altro canto le prime gravi conseguenze dell'alcolismo, che lo costrinsero a chiedere le dimissioni dall'Università di California. Tornato senza lavoro a Cupertino, Carver trascorrerà i due anni seguenti scrivendo solo in rari momenti di lucidità. E in preda all'ubriachezza diventerà spesso violento nei confronti della moglie: l'equilibrio della coppia, già in bilico, ne risentirà fortemente.
Nel Prize Stories del 1975 venne comunque incluso un suo nuovo racconto, Are You A Doctor?. E nel febbraio del 1976 Capra Press pubblicava la terza raccolta di poesie, intitolata At Night the Salmon Move. Ma soprattutto, presso la McGraw-Hill di New York, nella collana diretta da Gordon Lish usciva nel 1976 la prima raccolta di ventidue racconti di Carver: Will You Please Be Quiet, Please? (Vuoi star zitta, per favore?).
Dall'ottobre del 1976 al gennaio del 1977 lo scrittore venne ricoverato per quattro volte in ospedale per una terapia di disintossicazione dall'alcol. Il suo matrimonio naufragò. La casa di Cupertino venne venduta e Carver andò ad abitare dapprima con la madre per poi trasferirsi, da solo, a McKinleyville (Contea di Humboldt) in California.
Il 2 giugno del 1977 però, come raccontò egli stesso, Carver riuscì a smettere drasticamente di bere. Ci fu anche una prima riconciliazione con la moglie. Intanto la raccolta Vuoi star zitta per favore? otteneva la nomination per il prestigioso National Book Award, e riscuoteva un buon successo, anche se più di critica che di pubblico.
Sempre nel 1977 Carver iniziò a scrivere un romanzo che voleva essere, come dirà egli stesso in una intervista, qualcosa di molto diverso dai racconti fino a quel momento scritti. Il romanzo (del quale ci è rimasto solo un frammento) non verrà però mai portato avanti perché Carver si rese presto conto di provare una vera avversione per i testi troppo estesi. In seguito affermerà:

### Il rapporto con Tess Gallagher
Nel novembre del 1977, in occasione di un congresso di scrittori a Dallas, nel Texas, Carver conobbe la poetessa Tess Gallagher che sarebbe divenuta la sua compagna e che infine egli avrebbe sposata in seconde nozze. In quell'anno venne data alle stampe dalla Capra Press, con una tiratura piuttosto contenuta, la sua seconda raccolta di otto racconti: era intitolata Furious Seasons and Other Stories (Stagioni furiose e altri racconti), riprendendo il titolo, ma solo quello, del primo racconto da lui scritto.
Nel 1978 fu assegnato a Carver un incarico dal Goddard College di Plainfield, nel Vermont, per l'insegnamento di scrittura creativa. Ci fu allora anche un altro tentativo di riconciliazione con la moglie: Carver andò a vivere con lei a Iowa City, ma nel luglio venne una nuova e questa volta definitiva separazione.
Trasferitosi a El Paso, dove nel frattempo ha ottenuto dall'Università del Texas la nomina come scrittore in residence per l'anno 1978-1979, Carver incontra nuovamente Tess Gallagher e il 1º gennaio 1979 incomincia a vivere con lei. I due trascorreranno l'estate successiva a Chimacum nello stato di Washington, vicino alla città in cui era nata Tess, Port Angeles e a settembre si sposteranno a Tucson, dove la Gallagher insegnerà all'Università dell'Arizona. Carver nel frattempo ha ricevuto un incarico per l'insegnamento di Letteratura inglese presso l'Università di Syracuse nello stato di New York, ma decide di chiedere un'aspettativa di un anno per poter sfruttare la borsa di studio Guggenheim e scrivere senza essere assillato da altri impegni.
Nel 1980 Carver riceve la National Endowment for the Arts Fellowship per la narrativa. A causa però dell'anticipato pensionamento di un docente, deve iniziare con un semestre di anticipo l'insegnamento a Syracuse. In attesa di acquistare un'abitazione in quella città, Raymond e Tess vivono, dal mese di maggio ad agosto, in una casa in prestito a Port Angeles. A settembre si trasferiscono a Syracuse dove Tess ha, nel frattempo, ottenuto la nomina di coordinatrice del programma di scrittura creativa nel quale lo stesso Carver insegnerà. La loro casa a Syracuse diventerà tanto frequentata da colleghi e amici, che Ray e Tess a periodi esporranno fuori di essa il cartello "Writers at work" per assicurarsi un po' più di tranquillità.

### Il successo
Il 20 aprile 1981 esce presso Knopf di New York una nuova raccolta di diciassette racconti, intitolata What We Talk About When We Talk About Love (Di cosa parliamo quando parliamo d'amore), che riceve una brillante recensione sulla prima pagina della New York Times Book Review : viene lodata, in particolare, la capacità dello scrittore di ridurre al minimo essenziale la storia e le parole usate per raccontarla. In realtà il dattiloscritto di Carver ha subito macroscopici tagli e molti rimaneggiamenti ad opera dell'editor Gordon Lish. Carver ha tentato almeno in parte di opporsi a tali interventi, ma sostanzialmente senza successo. Egli però non si riconoscerà mai nella definizione di minimalismo letterario che viene allora attribuita ai suoi racconti e cercherà in seguito di creare storie nuove, o di riprendere storie già pubblicate, conferendo loro un aspetto meno scarnito. Ecco cosa scriverà nell'agosto 1982, mentre sta preparando i racconti di Cattedrale, a Gordon Lish:
"una cosa è sicura: i racconti di questa raccolta saranno più pieni di quelli dei libri precedenti. E questa, Cristo santo, è una cosa buona. Non sono lo stesso scrittore di prima. Però so che tra questi 14 o 15 racconti che ti darò ce ne sono alcuni che ti faranno arricciare il naso, che non coincideranno con l'idea che la gente si è fatta di come deve essere un racconto di Carver - e per gente intendo te, me, i lettori in genere, i critici. Comunque, io non sono loro, non sono noi, sono io. Può darsi che alcuni di questi racconti non si adattino facilmente a starsene allineati in fila con gli altri, è inevitabile. Però, Gordon, giuro su Dio e tanto vale che te lo dica subito, non posso subire l'amputazione e il trapianto che in un modo o nell'altro servirebbero a farli entrare nella scatola, in modo che il coperchio chiuda bene."
Il 15 febbraio sulla New York Times Book Review era stato anche pubblicato il saggio A Storyteller's Shoptalk, che prenderà più avanti il titolo di On Writing. E sul finire del 1981 lo scrittore otterrà il Carlos Fuentes Fiction Award della rivista Columbia  per il racconto The Bath (Il bagno).
Durante l'estate del 1982 Raymond e Tess si recano in Svizzera. A settembre il racconto The Pheasant (Il Fagiano) viene pubblicato dalla casa editrice Metacom Press. Il 18 ottobre lo scrittore ottiene il divorzio da Maryann. Si intensifica il lavoro di collaborazione con Tess: tra l'altro, ai due viene commissionata dal regista Michael Cimino una sceneggiatura sulla vita di Dostoevskij. In quello stesso periodo, Carver viene accolto nella Yaddo Corporation, un ritiro per artisti a Saratoga Springs vicino a New York, dove, come già avevano fatto altri scrittori famosi, tra i quali Henry Roth e Truman Capote, si poteva lavorare in rilassata tranquillità.
Il 14 aprile del 1983 viene pubblicata dalla Capra Press la raccolta Fires: Essays, Poems, Stories che apparirà in Italia nel 1989 con il titolo Voi non sapete che cos'è l'amore. Racconti, poesie, saggi. In essa già si percepisce l'allontanamento di Carver dalla forma (o dalla moda) minimalista. Un mese dopo, il 18 maggio, allo scrittore viene assegnato dall'American Academy and Institute of Arts and Letters il Mildred and Harold Strass Living. È un ambito premio consistente in una borsa quinquennale rinnovabile di trentacinquemila dollari annui netti: dal momento che chi la accetta deve abbandonare ogni forma lavorativa retribuita, Carver si dimette dalla Syracuse University per dedicarsi solamente alla scrittura.
Il 15 settembre l'uscita presso Knopf di una nuova raccolta di dodici racconti dal titolo Cathedral (Cattedrale) segna un momento importante. Critica e pubblico si rendono conto di quanto si sia maturata e arricchita l'arte di Carver, che peraltro sta anche riproponendo racconti importanti in versioni meno alterate. Il libro riceve la nomination per il National Book Critics Circle Award il 12 dicembre e già nel 1984 viene tradotto in lingua italiana (è Mondadori a pubblicare questo titolo ma saranno sempre altri editori, in seguito, a far conoscere Carver in Italia).
Sempre nel 1983 Carver inoltre cura un numero speciale, dedicato alla narrativa, della rivista Ploughshares. La scrittrice Anne Tyler include in The Best American Short Stories da lei curato per il 1984 il racconto Where I'm Calling From (Da dove sto chiamando), che a sua volta John Updike inserirà in una antologia dei migliori racconti americani del XX secolo.
Sono insomma anni di celebrità e riconoscimenti. Egli può dedicarsi completamente allo scrivere, soprattutto alla poesia, e per lavorare meglio talvolta si isola nella casa che la Gallagher ha fatto costruire a Port Angeles, la Sky House. Dirà egli stesso:
Ci saranno anche altri viaggi, sempre in compagnia di Tess: in Brasile e in Argentina, con il finanziamento dell'United States Information Service (USIS), Carver leggerà in pubblico le sue opere. Ritornerà anche, con Tess, a Syracuse per riprendere l'insegnamento, avendo però ottenuto di limitarlo ad un solo semestre all'anno. Sul numero di settembre 1984 di Esquire esce il suo saggio My Father's life (Vita di mio padre). Viene anche ripubblicato, in tiratura limitata, il racconto If It Please You: è la forma, cui Carver si dimostra affezionato, del chapbook plaquette, edizioni di brevi testi in poche copie, magari numerate e firmate. Un gruppo di sette poesie è ripubblicato nell'antologia The Generation of 2000 e il racconto Careful è incluso in The Pushcart Prize. L'anno si concluderà con la candidatura di Carver al premio Pulitzer per la raccolta Cathedral.
Nel mese di febbraio del 1985 verranno pubblicate sulla rivista "Poetry" cinque sue poesie e il 1º maggio vedrà la stampa la nuova raccolta poetica When Water Comes Together with Other Water (Racconti in forma di poesia). In autunno verrà  stampata anche la sceneggiatura scritta in collaborazione con Tess, Dostoevskij: A Screenplay (Dostoevskij. Una sceneggiatura). In novembre Carver recensirà per la New York Times Book Review due biografie di Hemingway e nello stesso mese riceverà il Levinson's Prize dalla rivista Poetry.
Nel 1986 il primo dei sette nuovi racconti che poi confluiranno in Where I'm Calling From, e cioè Boxes (Scatole), esce sul New Yorker del 24 febbraio: viene poi accolto nell'antologia The Best American Short Stories curata per il 1987 da Anne Beattie (mentre tale antologia per il 1986 era stata curata proprio da Carver e da Shannon Ravenel).
Babcock & Koontz ristampa il suo saggio sulla vita del padre. Nell'autunno uscirà anche una nuova raccolta di poesie dal titolo Ultramarine (Blu oltremare) e Carver verrà eletto, insieme a Tess, poeta dell'anno dalla Modern Poetry Association di Chicago.
Nel 1987 esce presso la casa editrice Delacorte l'antologia curata da Carver e Tom Jenks American Short Stories Masterpieces e, in maggio, la Raven Editions pubblica Those Days: Early Writings by Raymond Carver, consistente in undici poesie e un racconto a cura di William L. Stull.
Un racconto sugli ultimi giorni di vita di Čechov, Errand (L'incarico), uscirà il 1º giugno sul New Yorker: ma sarà purtroppo l'ultimo racconto scritto da Carver. Intanto, da primavera a luglio Raymond e Tess si dedicheranno ad altri viaggi in Europa e visiteranno Parigi, Roma, Milano, Zurigo. Nei mesi seguenti usciranno altri chapbooks numerati e un saggio sulla fotografia.

### La malattia e la morte
Improvvisamente, alla fine di settembre del 1987, Carver viene colto da un'emorragia al polmone sinistro e il 1º ottobre, a Syracuse, è operato d'urgenza. L'11 novembre è incluso tra i Literary Lions della New York Public Library.
Nel 1988 Carver acquista una casa a Port Angeles. Al racconto Errand viene assegnato il primo posto nella raccolta di Prize Stories 1988. Nel marzo a Carver vengono diagnosticate delle metastasi al cervello: lo scrittore deve sottoporsi a un ciclo di radioterapia a Seattle.
In occasione del suo cinquantesimo compleanno la Atlantic Monthly Press pubblica l'attesa, ampia auto-antologia Where I'm Calling From (Da dove sto chiamando) che comprende anche i sette racconti inediti. Pur in cattive condizioni fisiche e cosciente del suo male, Carver non smette di lavorare, lasciando scritto in un appunto:
Molti saranno i riconoscimenti di questo 1988: tra l'altro una laurea ad honorem in lettere e l'ammissione di Carver alla prestigiosa American Academy and Institute of Arts and Letters. Ma ai primi di giugno il cancro si riacutizza. Il 17 di quel mese Carver e Tess si sposano a Reno, nel Nevada. Tess rimarrà sempre accanto a Raymond, lavorando al suo ultimo libro di poesie A New Path To the Waterfall (Il nuovo sentiero per la cascata), e soprattutto aiutandolo nel difficile percorso della malattia. Tess scriverà poi nel suo libro-diario:
Ricoverato al Virginia Mason Hospital, Carver viene dimesso dopo poco tempo e muore nella sua nuova casa di Port Angeles il 2 agosto alle 6 e 20 del mattino. Viene sepolto nell'Ocean View Cemetery di Port Angeles il 4 agosto, nello stesso giorno in cui viene pubblicato a Londra dalla Collins Harvill Elephant and Other Stories (Elefante e altri racconti), ovvero la raccolta degli ultimi sette racconti carveriani, che esce in tale forma solo in Inghilterra.
In un discorso commemorativo tenutosi nel novembre del 1988 Tess Gallagher concluderà con le parole di una poesia di Raymond:
E hai ottenuto quello che
volevi da questa vita, nonostante tutto?
Sì.
E cos'è che volevi?
Sentirmi chiamare amato, sentirmi
amato sulla terra.

Nel 1989 venne assegnata a Tess Gallagher e Raymond Carver la Maximine Cushing Gray Fellowship. Il 15 giugno la Atlantic Monthly Press pubblicò l'ultima raccolta di poesie: A New Path To The Waterfall. Il 22 settembre la BBC trasmetteva un documentario sulla vita e le opere di Raymond Carver e il 27 novembre l'English - Speaking Union conferiva allo scrittore l'Ambassador Book Award per Where I'm Calling From.

## Poetica
Carver è stato certamente un maestro della narrativa breve. Lo si è, inoltre, considerato un capostipite del minimalismo letterario americano. I suoi racconti hanno per protagonisti gente comune, individui modesti nel lavoro e nelle abitudini, e spesso colti dalla disperazione: uomini e donne che si dibattono o si trascinano tra le difficoltà della vita di un'America di provincia. Con la sua scrittura lineare ma attentamente e finemente cesellata, Carver conduce il lettore attraverso una grigia quotidianità per svelargli, d'improvviso, solo per un attimo, quel poco di verità e autenticità che resta nelle piccole vite descritte.
Nella sua poesia c'è la radice profonda dell'ispirazione letteraria di Carver. È una poesia fortemente concentrata sulla vita quotidiana, di cui, attraverso l'uso di un linguaggio ordinario, riesce a esprimere efficacemente le tensioni fondamentali: un certo spaesamento esistenziale, la paura della morte, il bisogno di essere amati, di essere salvati, di comunicare in modo sincero. Accostarsi alla scrittura di Carver e avvertirne tutta l'interiore necessità significa, dunque, comprendere come la letteratura possa essere realmente una questione di vita o di morte.
Certamente influenzato, nel suo realismo, dal Fitzgerald de Il grande Gatsby o dall'Hemingway dei racconti, Carver a sua volta si è imposto come un maestro del raccontare la vita.
Lo scrittore giapponese Haruki Murakami, che ha anche tradotto alcuni testi di Carver, ad esempio lo considera tra i pochi autori - e l'unico contemporaneo - che lo abbiano ispirato. E il titolo originale del suo L'arte di correre, What I Talk About When I Talk About Running, riprende esplicitamente il titolo della raccolta carveriana Di cosa parliamo quando parliamo d'amore.

### Minimalismo o essenzialità?
Come narratore Carver procede secondo la pratica dell'omissione, che esclude tutto quello che non è fondamentale enunciare:

Carver ha percorso il suo itinerario con l'ambizione di introdurre nel mondo della short story una sua personale prospettiva, senza troppo rifarsi a schemi letterari precedenti e a categorie definite. Non ha voluto essere accomunato agli scrittori postmoderni e si è difeso con forza anche quando ha sentito considerare autori più giovani come suoi seguaci in un modello di scrittura definito minimalista. Carver non si è mai considerato un minimalista:
Ed ha voluto del resto prendere le distanze anche da Ernest Hemingway:

### L'altra faccia dell'America
Nell'America definita dell'affluent society, che enfatizza con i suoi miti e le sue immagini il benessere, Carver ci presenta nei suoi racconti l'aspetto di un altro paese, che è quello semmai dello spreco, e dei poveri vecchi e nuovi.
Così i personaggi di Carver vivono tutti una sensazione di vuoto e di perdita sia individuale che collettiva, che si presenta in modo diverso ma con un comune denominatore: l'attesa di qualcosa. Qualcosa che appare in procinto di accadere, ma che può anche assumere i tratti della catastrofe.
Il tema più frequentato da Carver è poi quello della coppia, all'interno di uno spazio domestico che ha sempre, nella sua narrazione, una presenza viva, tutt'altro che accessoria.
L'ambiente, gli oggetti della quotidianità ci forniscono infatti la verità delle storie di vita, sottolineano l'implacabilità dell'azione del tempo. Gli oggetti che popolano l'esterno o l'interno della casa non sono infatti semplici suppellettili quotidiane ma possiedono una particolare potenzialità: servono a completare, a esprimere il disagio interiore dei personaggi, come il frigorifero che improvvisamente si rompe, il televisore che sveglia in modo brusco il protagonista o il telefono che squilla in un momento inopportuno.

### La ricerca della forma architettonica
Con Cattedrale la scrittura di Carver cambia e i suoi racconti diventano più complessi sia dal punto di vista delle tematiche che della forma. Egli comincia a parlare di architettura dell'opera:
Carver, che all'inizio si era adattato al minimalismo ricercato da Gordon Lish, ora se ne distacca perché sente la necessità di una espressione più piena, di una linea narrativa meno scheletrica. Gran parte degli scritti degli anni Ottanta viene così a essere contraddistinta dal desiderio di produrre opere nuove ma anche da una instancabile revisione e riscrittura di quanto prima pubblicato.
I racconti di Carver vengono così modificati da una raccolta all'altra a volte nella lunghezza, altre nel diverso nome dato ai personaggi o nello stesso titolo. E verso la fine del decennio, e anche della vita dell'autore, l'"originalità" sarà finalmente raggiunta. Le storie dell'ultima raccolta, Elefante e altri racconti, così come gli scritti inediti raccolti dalla moglie Tess e inclusi nella raccolta postuma Se hai bisogno chiama, sono veramente diversi, più maturi. Alla pubblicazione di Beginners (Principianti), ovvero della versione più originale, "d'autore" dei racconti di Cosa parliamo quando parliamo d'amore, Philip Roth ha peraltro commentato:
"Mai opera narrativa ebbe meno bisogno di revisioni. Eppure in occasione della sua prima pubblicazione il testo fu non solo rivisto, ma addirittura fatto a pezzi da un editor."
Come scrive Gigliola Nocera nel suo saggio:

## Opere

### Narrativa
- Will You Please Be Quiet, Please?, McGraw-Hill, New York, 1976 (trad. it. Vuoi star zitta per favore?, minimum fax, 1999; Einaudi, 2015)
- Furious Seasons and Other Stories, Capra, Santa Barbara, 1977 [trad. it. disponibile in Tutti i racconti, Mondadori, 2005, pp. 277–414]
- What We Talk About When We Talk About Love, Alfred A. Knopf, New York, 1981 (trad. it. Di cosa parliamo quando parliamo d'amore, Garzanti, 1987; minimum fax, 2001; Einaudi, 2015; cfr. Principianti, Einaudi, 2009, che è la traduzione di tale raccolta senza gli interventi di G. Lish)
- Cathedral, Alfred A. Knopf, New York, 1983 (trad. it. Cattedrale, Mondadori, 1984; Serra e Riva, 1987; minimum fax, 2002; Einaudi, 2014)
- Fires: Essays, Poems, Stories, Capra, Santa Barbara, 1983 (trad. it. Voi non sapete cos'è l'amore. Saggi, poesie, racconti, Tullio Pironti, 1989; minimum fax, 2001)
- Where I'm Calling From: New and Selected Stories, Atlantic Monthly, New York, 1988 (trad. it. Da dove sto chiamando. Racconti, minimum fax, 1999; Einaudi, 2014)
- Elephant and Other Stories, Harvill, London, 1988 (trad. it. Chi ha usato questo letto, Garzanti, 1992; presente col titolo più fedele di Elefante e altri racconti in "Raymond Carver, tutti i racconti", I Meridiani, Arnoldo Mondadori, settembre 2005)

### Poesia
- Ultramarine, Random House, New York, 1986 (trad. it. Blu oltremare. Poesie,Tullio Pironti 1986, minimum fax, 2003)
- Where Water Comes Together with Other Water, Vintage Books, New York, 1986 (trad. it. Racconti in forma di poesia, minimum fax, 1999)
- A New Path to the Waterfall, Atlantic Monthly, New York, 1988 (trad. it. Il nuovo sentiero per la cascata, minimum fax, 2001)
- All of Us: The Collected Poems, Harvill, London, 1996 (trad. it. Orientarsi con le stelle. Tutte le poesie, minimum fax, 2013)

### Raccolte postume
- No Heroics, Please: Uncollected Writing, With a foreword by Tess Gallagher, Harvill, London, 1991 (trad. it. Per favore non facciamo gli eroi. Saggi, poesie, racconti, minimum fax, 2002)
- Call if you Need Me: The Uncollected Fiction and Prose, With a foreword by Tess Gallagher, Harvill, London, 2000: questa raccolta riprende la precedente nel pubblicare tutte le principali prose non-narrative di Carver, ma eliminando le poesie e inserendo, invece, cinque racconti inediti (trad. it. Se hai bisogno chiama. Racconti inediti, minimum fax, 2000; ma cfr. anche R. Carver, Il mestiere di scrivere, a cura di William L. Stull e Riccardo Duranti, Einaudi, 1997)
- Collected Stories, Library of America, 2009

### Raymond Carver e Tess Gallagher
- Dostoevsky: A Screenplay. Capra, Santa Barbara, 1985 (trad. it. Dostoevskij. Una sceneggiatura, minimum fax, 1998)
- Cattedrali/Cathedrals. A cura di Gianluca Bassi e Barbara Pezzopane, Leconte, 2002
- Tell It All. Testo inglese a fronte. A cura di William L. Stull e Maureen P. Carroll, Leconte, 2005

## Su/Da Carver

### Articoli e saggi
- Marco Cassini racconta Raymond Carver, Gribaudo-Paravia, 1997
- Carver. Il gran fabbro dei punti e delle virgole: Vincenzo Cerami, La Stampa, 3 luglio 1997
- ″Un'acuta sensazione di attesa″. La narrativa di Raymond Carver: Antonio Spadaro, La civiltà cattolica, 3585, 6 nov. 1999
- Carver. Il racconto rubato a Lawrence: Livia Manera, Corriere della Sera, 29 febbraio 2000
- Carver. Il talento della perfezione: Elena Loewenthal, La Stampa, 15 luglio 2000
- Raymond Carver. Il mondo «pop» contro il nichilismo: Luca Doninelli, Il Giornale.it, 8 ottobre 2005
- Carver. Chi era Luigi Mascheroni, Il Giornale.it, 8 novembre 2008
- E Carver senza Lish è molto più umano Luca Doninelli, Il Giornale.it, 15 aprile 2009
- Tutta la verità su Raymond Carver bugia per bugia: Stefania Vitulli, Il Giornale.it, 5 maggio 2011
- Carver, Raymond: voce di Simone Barillari in La letteratura americana dal 1900 a oggi. Dizionario per autori, Einaudi, 2011, pag. 75
- Raymond Carver in Italia. Una conversazione con Riccardo Duranti, leparoleelecose.it, 6 nov. 2012
- Andrea Galgano: L'attesa e la malinconia di Raymond Carver, in Mosaico, Aracne, Roma 2013, pp. 215–224
- Barbara Miceli. "Finestre ed epifanie nella poesia di Raymond Carver: Happiness, Rain, The Window" in Altre Modernità, 1/2015, pp. 214-224

### Adattamenti per cinema e teatro
- America oggi, film di Robert Altman, 1991, tratto da un gruppo di racconti e da una poesia di Carver
- Everything Must Go, film di Dan Rush con Will Ferrell, tratto dal racconto Why don't you dance?, 2011
- Per favore niente eroi di Corrado Accordino, Teatro dei Filodrammatici (Milano), produzione La danza immobile/eThica?, 2012
- Nella cattedrale di Riccardo de Torrebruna, Compagnia Trousse (Roma), 2014
- Nel film Birdman del 2014 si rappresenta un adattamento teatrale di Di cosa parliamo quando parliamo d'amore

### Altro
- Stéphane Michaka, Ciseaux. È un romanzo a chiave i cui protagonisti sono Carver, Lish, Maryann e Tess (trad. it. Forbici, Clichy, 2014)
- L'album Pocket Revolution (2005) dei dEUS include una canzone dal titolo "What We Talk About (When We Talk About Love)"
- La graphic novel Raymond Carver Una Storia, sceneggiatura di Valentina Grande, disegni di Valerio Pastore, ed. Becco Giallo, 2019